# Wet van Biot-Savart

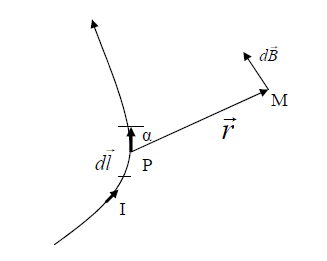
De infinitesimale magnetische inductie in het punt M veroorzaakt door één op een afstand gelegen stroomelementje.

De wet van Biot-Savart is een manier om de magnetische fluxdichtheid te berekenen van een draad (of, algemener, eender welk stroompad), die een constante stroom voert, in een willekeurige vorm. Dit wordt gedaan door de bijdrage van een infinitesimaal element van de draad aan het magnetisch veld te integreren langs de stroomvoerende draad. In tegenstelling tot de wet van Ampère, die beperkt is tot eenvoudige systemen met een hoge mate van symmetrie, kan de wet van Biot-Savart wel gebruikt worden bij moeilijkere systemen. Men ziet de wet van Biot-Savart ook wel als de magnetische equivalent van de wet van Coulomb.
{\displaystyle {\vec {B}}=\int _{C}\mathrm {d} {\vec {B}}={\frac {\mu _{0}}{4\pi }}\int _{C}I{\frac {\mathrm {d} {\vec {l}}\times {\vec {r}}}{r^{3}}}}
Daarin is:
{\displaystyle I} de elektrische stroom door de draad,
{\displaystyle C} de kromme waarlangs de stroom loopt in drie dimensies,
{\displaystyle \mathrm {d} {\vec {l}}} het infinitesimale lengte-elementje van de draad,
{\displaystyle \mathrm {d} {\vec {B}}} de infinitesimale bijdrage aan het veld van dat elementje (in tesla),
{\displaystyle \mu _{0}} de magnetische veldconstante,
{\displaystyle {\vec {r}}} de voerstraal tot het punt van waaraf het veld wordt berekend.